# 킹덤 하츠 HD 2.5 리믹스
킹덤 하츠 HD 2.5 리믹스(Kingdom Hearts HD 2.5 Remix, キングダム ハーツ HD 2.5 リミックス)는 스퀘어 에닉스의 킹덤 하츠 시리즈에 있는 세 게임인 킹덤 하츠 2, 킹덤 하츠 버스 바이 슬립 및 킹덤 하츠 코디드의 HD 리마스터링 컬렉션이다. 시리즈의 HD 1.5 리믹스 컬렉션의 후속작인 이 작품은 2014년 10월 일본에서 플레이스테이션 3용으로 출시되었고 두 달 후에 해외로 출시되었다.
킹덤 하츠 HD 2.5 리믹스에는 킹덤 하츠 2 파이널 믹스(2007)와 킹덤 하츠 버스 바이 슬립 파이널 믹스(2011)가 고화질로 포함되어 있으며 트로피도 지원된다. 또한 이 컬렉션에는 원래 게임의 리마스터링된 컷신과 새로운 콘텐츠가 포함된 킹덤 하츠 코디드의 영화적 리메이크 기능이 포함되어 있다. 세 번째 컬렉션인 킹덤 하츠 HD 2.8 파이널 챕터 프롤로그가 2017년 1월 24일에 출시되었다. 2.5 리믹스는 2017년 3월 28일 플레이스테이션 4에서, 2월 18일 엑스박스 원에서 1.5 리믹스와 단일 결합 컬렉션으로 출시되었다. 윈도우에서는 각각 2021년 3월 30일과 2024년 6월 13일에 에픽 게임즈 스토어와 스팀을 통해 출시된다. 컬렉션의 클라우드 버전이 2022년 2월 10일 닌텐도 스위치용으로 출시되었다.

## 평가
| 평가 |        |
| --- | ------ |
| 통합 점수 통합사 점수 메타크리틱 81/100 [ 1 ] 평론 점수 평론사 점수 EGM 8.0/10 [ 2 ] 게임 인포머 9/10 [ 3 ] 게임트레일러스 8.7/10 [ 4 ] 하드코어 게이머 4/5 [ 5 ] IGN 8.4/10 [ 6 ] |        |
| 통합 점수 |        |
| 통합사 | 점수   |
| 메타크리틱 | 81/100 |
| 평론 점수 |        |
| 평론사 | 점수   |
| EGM | 8.0/10 |
| 게임 인포머 | 9/10   |
| 게임트레일러스 | 8.7/10 |
| 하드코어 게이머 | 4/5    |
| IGN | 8.4/10 |